# پالوکیسات
پالوکیسات (فنلاندی: Pallokissat) یک باشگاه فوتبال زنان از کوئوپیو، فنلاند است که در لیگ برتر زنان فنلاند نایستن لیگا بازی می‌کند. زمین خانگی پالوکیسات ورزشگاه فوتبال کوئوپیو است.

## تاریخچه
پالوکیسات در سال ۲۰۰۷ به عنوان آکادمی جوانان کوام‌اف کوپیو تأسیس شد. این باشگاه در ابتدا "KMF Juniorit" نام داشت، اما در سال ۲۰۱۰ تغییر نام داد. پالوکیسات در ژانویه ۲۰۱۲ به لیگ زنان فنلاند ارتقا یافت، زیرا KMF کوپیو به دلیل مشکلات مالی منحل شد.